# Something to Do
Something to Do es una canción del grupo inglés de música electrónica Depeche Mode compuesta por Martin Gore, publicada en el álbum Some Great Reward de 1984.

## Descripción
Es una rutilante función electrónica endeudada aún con la tendencia más industrial de DM. Partiendo de una base de samplers para sentarse sobre una melodía rápida hasta llegar a la desesperación lírica de sus estrofas y su coro, igual de veloz.
La letra pareciera tratar sobre la depresión económica y el miedo a perderlo todo de momento [cita requerida], con lo cual se acercaría a la temática del álbum inmediatamente anterior, Construction Time Again, pero en realidad ésta es muy poco abundante por lo que en conclusión resulta en un planteamiento más bien vago e inconcreto a diferencia de los otros de la colección.
Por el contrario, la música es una de las más logradas en aquella época del grupo, sin cargarse en exceso en ninguno de los puntos de su corta duración y pese a estar realizada de modo tan inusual, pues en lugar de haber optado por modulaciones medias como se suponía debía ser privativo entre los músicos del género es más una auténtica mezcla de pop con industrial.
Ya en un tema del anterior álbum llamado More Than a Party habían puesto en práctica una melodía rápida con un canto igual de apresurado, aunque aquella fue aún muy industrial, mientras Something to Do no llega a ser una pieza verdaderamente agresiva como lo es buena parte del disco, especialmente por la falta de concreción de la letra.
Sin embargo, Something to Do es aún un poco robotizada y maquinal y por lo tanto en general poco comercial, aunque se dedicaran durante algunos años a incluirla de modo frecuente en conciertos. De hecho, su mayor defecto es quizás la sobreproducción empeñada en su realización, lo cual no concilia del todo con su duración más bien breve.
Comienza con un efecto de voz distorsionada, para pasar a su melodía rápida como con una desesperación por acabar pronto, pues su duración es intencional, primera estrofa por David Gahan y coro por Martin Gore, nuevamente estrofa y coro, tercer estrofa y coro, puente en que baja la melodía hacía algo poco menos rítmico, cuarta estrofa y coro, quinta estrofa y coro, segundo puente, séptima estrofa, último coro y coda; una estructura algo inusual.
Como curiosidad, los efectos de voces distorsionadas se repiten en el tema Blasphemous Rumours del mismo álbum; el recurso sería después retomada intermitentemente por DM.

## En directo
La canción fue muy popular por algunos años dentro del repertorio en conciertos de DM. Así, se interpretó durante la correspondiente gira Some Great Tour, los siguientes Black Celebration Tour y Tour for the Masses, para después ser retomada como tema opcional durante el Devotional Tour de 1993.
La interpretación se hacía tal como aparece en el álbum, salvo que el coro se hacía a dos voces, siendo una muestra del virtuosismo de ejecución de los miembros del grupo{{, dado lo producida que está.